# کالوتارا
کالوتارا (به لاتین: Kalutara) یک منطقهٔ مسکونی در سری‌لانکا است که در استان غربی، سری‌لانکا قرار دارد.

## خصوصیات
کالوتارا ۳۹٬۹۰۰ نفر جمعیت دارد.